# Рунді
Ру́нді (барунді) — народ групи банту у Східній Африці, основне населення держави Бурунді.

## Територія проживання і чисельність
Люди рунді населяють північне та північно-східне узбережжя озера Танганьїки в Бурунді; внаслідок утисків і громадянських конфліктів у цій країні багато біженців-рунді в сусідніх ДРК, Уганді, Руанді і навіть у Танзанії.
Загальна чисельність рунді — бл. 7 млн осіб, з них у Бурунді — 4,53 млн осіб, в ДРК — 1,5 млн осіб, в Уганді — 0,55 млн осіб, в Руанді — 0,35 млн осіб (2000, оцінка).

## Антропологія, мова і релігія
Барунді належать до негроїдної раси.
Мова барунді — кірунді, відноситься до північної групи мов сім'ї банту. Серед барунді поширений білінгвізм (французька як друга).
Переважна більшість рунді — християни, також зберігаються традиційні вірування.

## Структура суспільств рунді і руанда; статус етносів
В західній етнографії, а також безпосередньо у країнах проживання народів рунді та руанда загальноприйнятою є практика розглядати етнічний розподіл суспільств у державах не на етноси рунді] та руанда, а на окремі етно-соціально-майнові групи-страти.

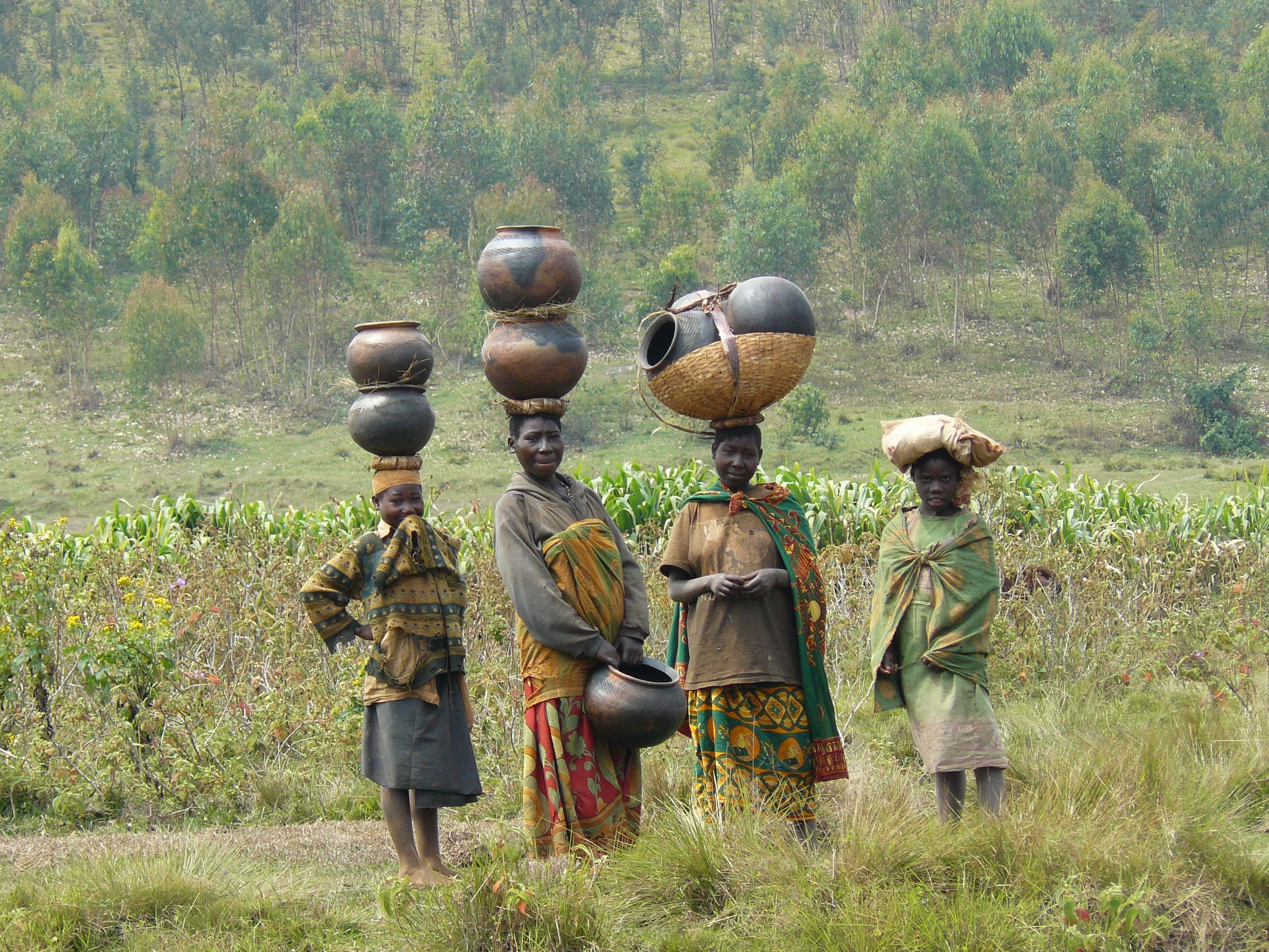
Бурундійські жінки батва, 2007

І справді, руанда і рунді дуже близькі, обидва народи зберігать спільний розподіл на три соціальні групи:
- тутсі (бл. 13 %) — переважно скотарі;
- хуту (бл. 85 %) — землероби;
- пігмеї-тва (1 %) — традиційні занятті: мисливство і збиральництво; зараз рідко землеробство.

## Історія
У XIX ст. у рунді існувале самостійне королівство Бурунді. Внаслідок активізації європейський колонізторів наприкінці століття воно спочутку ввійшло до складу Німецької Східної Африки, а згодом (після 1-ї Світової війни) до володіння Бельгії Бельґійське Конґо.
У 1922-62 рр. рунді перебували у складі підмандатної території Ліги Націй (згодом, з 1946 року — під опікою ООН) Руанда-Урунді під управлінням Бельгії. З 1 липня 1962 року рунді — етноутворюючий народ незалежного Бурунді.
Сучасні рунді — нащадки засновників королівства Бурунді. Внаслідок стратифікованості рундійського суспільства, мають місце історичні затяжні конфлікти між тутсі, хуту і тва, що нерідко переходять у збройні сутички. В результаті постійних утисків і дискримінації значна частка хуту втекли з Бурунді до Руанди протягом останніх десятиліть ХХ ст.

## Господарство і культура
Рунді займаються землеробством (вирощують просо, кукурудзу, батати тощо), скотарством (худобою володіють переважно тутсі), ремеслами (обробляють метал, дерево тощо).
Традиційні ремесла: плетіння циновок і килимків з характерним орнаментом червоно-оранжевого-чорного кольору; гончарство (переважно в тутсі); виготовлення прикрас з бісеру та слонової кістки тощо.
Поширене відхідництво в ДРК, Уганду, Руанду, Танзанію тощо.
Традиційним житлом хуту є круглі з конічною верхівкою солом'яні, у тутсі — вуликоподібні плетені хатини, у тва — невеликі намети з жердин і трави. Поселення (в хуту і тутсі) — без чіткого планування.
Традиційна їжа — каші, сирі і печені банани, риба, бананове пиво.
У рунді існує велика кількість балад, своєрідні музика, танцювальний і усний фольклор.

## Виноски
1. ↑  Народы и религии мира. (под ред. Тишкова В. А.)., М.: «Большая российская энциклопедия», 2000, стор. 210 (рос.)
2. ↑  Brayn M. Bantu languages of Africa, L.—N.Y., 1959, стор. 34 (англ.)
3. ↑  Ольдерогге Д. А., Потехин И. И. Народы Африки., М.: Изд-во Академии Наук СССР, 1954 (рос.)